# Чеджу (острів)
О́стрів Чеджу́ (кор. 済州島, 제주도, Чеджу-до) — найбільший південнокорейський острів вулканічного походження на південному заході від Корейського півострова на межі Жовтого й Східнокитайського морів. 
Входить до складу Особливої автономної провінції Чеджу із центром у місті Чеджу. Має площу 1825,5 км², що є 1.83% усієї площі Південної Кореї, найвища точка — 1950 м. Станом на жовтень 2022 року населення Чеджу становило 678 324 осіб.
Був центром держави Тамна до її анексії Кореєю у 1404 році.

## Історія
Чеджу був утворений вулканічними виверженнями приблизно два мільйони років тому в епоху плейстоцену, а на утворений острів заселилася людина приблизно з часів раннього неоліту.

### Держава Тамна
До 15 століття острів був центром королівства Тамна. Немає знайдених історичних записів про заснування або ранню історію острову. Одна легенда розповідає, що три божественні засновники країни Тамна — Го (고), Ян (양) і Бу (부) — створили острів вийшовши з трьох дірок у землі в 24 столітті до нашої ери. Ці отвори, відомі як Самсонхьол (삼성혈), досі збереглися в місті Чеджу.
Острів був незалежним королівством під назвою Тамна (що буквально означає «острівна країна»). У 938 році нашої ери Чеджу втратив незалежність, ставши васалом Кореї під керівництвом династії Корьо. У квітні 1330 року, в розпал політичних чисток епохи Юань, останній імператор династії Тоґон-Темур був відправлений у вигнання на цей віддалений острів. У 1404 році Тхеджон ван Чосону затвердив острів під твердий центральний контроль і поклав остаточний кінець королівству Тамна.

### Повстання Чеджу
З квітня 1948 по травень 1949 року на острові сталося повстання Чеджу, під час якого було вбито близько 30 000 людей, а 40 000 втекли  до Японії. Робітнича партія Південної Кореї (WPSK) розпочала повстання проти уряду в квітні 1948 року, яке було жорстоко придушене південнокорейським режимом Сінгмана Лі.
У 2003 році Національний комітет з розслідування правди про інцидент у Чеджу 3 квітня назвав цю подію геноцидом. Комісія перевірила 14 373 убитих людей під час повстання, і з'ясувалося, що 86% було вбито силами безпеки, а 14% — повстанцями. Комісія оцінила загальну кількість загиблих приблизно в 30 000. Інші джерела оцінюють число вбитих у 80–100 тисяч. Акт згадки про трагедію карався урядом Південної Кореї побиттям, тортурами та суворими тюремними вироками до середини 1990-х років, після чого уряд Південної Кореї нарешті визнав факт придушення повстання.

## Географія
Чеджу є вулканічним островом вулкану Халласан, який має висоту 1947 метрів та вважається найвищою горою Південної Кореї. Острів має діаметр зі сходу на захід завдовжки приблизно 73 кілометри та 41 кілометр з півночі на південь. На острові також близько 360 невеликих згаслих вулканів або кратерів. Наразі багато з них є популярними туристичними пам'ятками.
На південь від Чеджу розташовані малі острови Марадо та Удо.

## Галерея

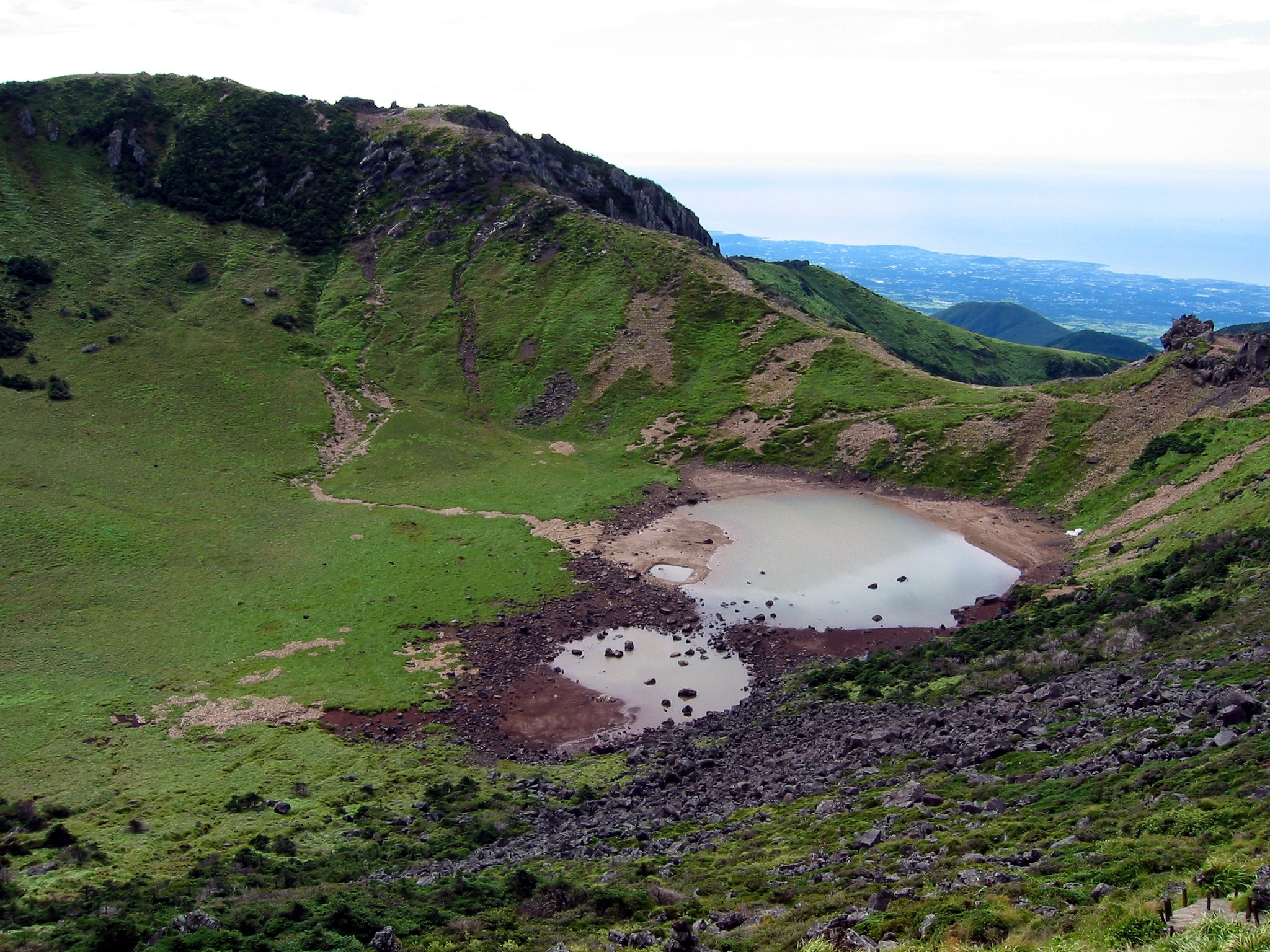
Беннокдам у Халласані
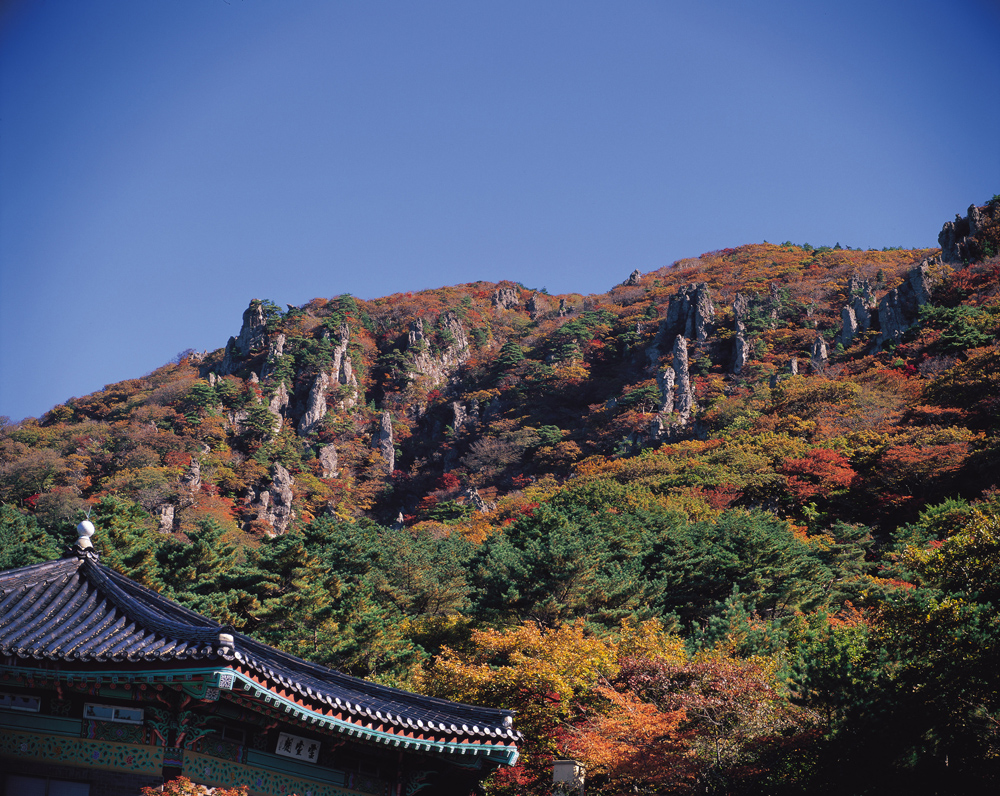
Гори у Чеджу
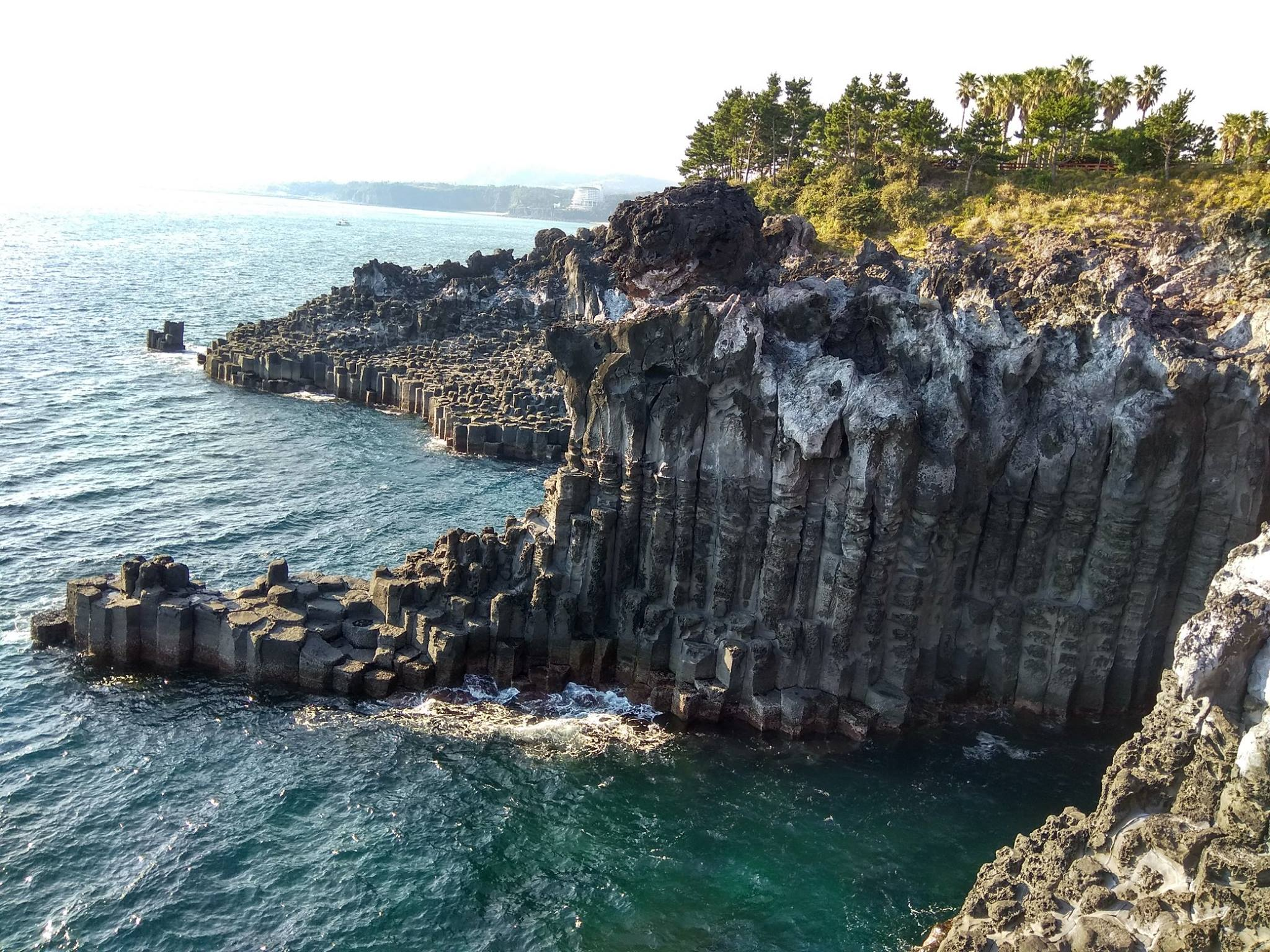
Скеля Тепо Чусанджолі
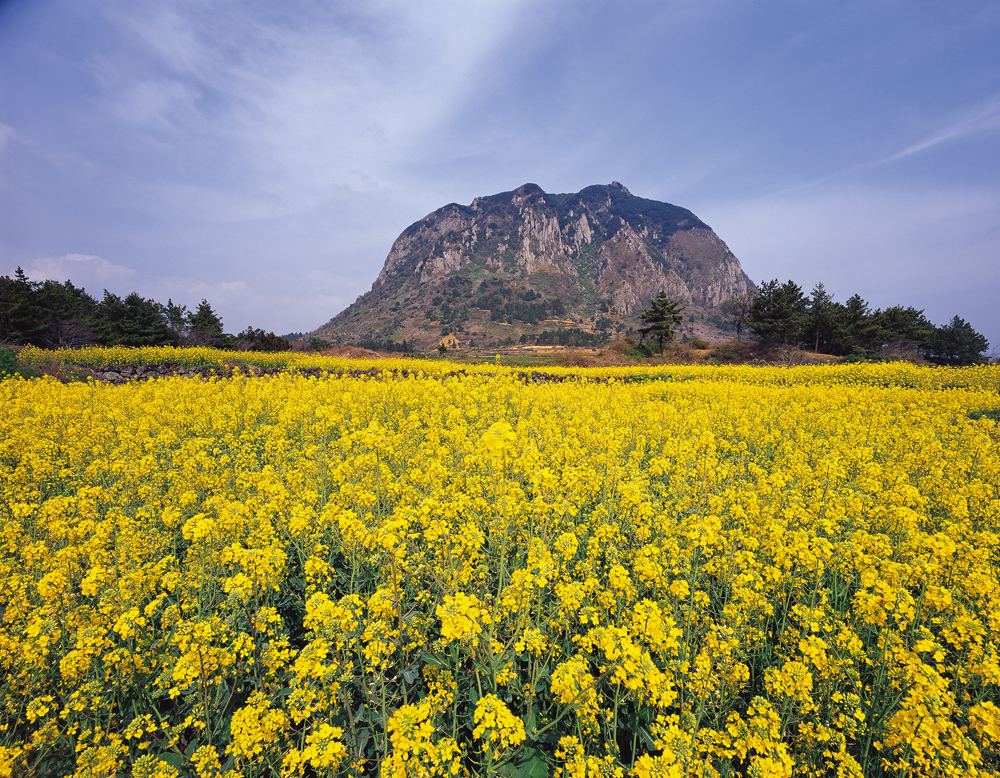
Гора Санбансан
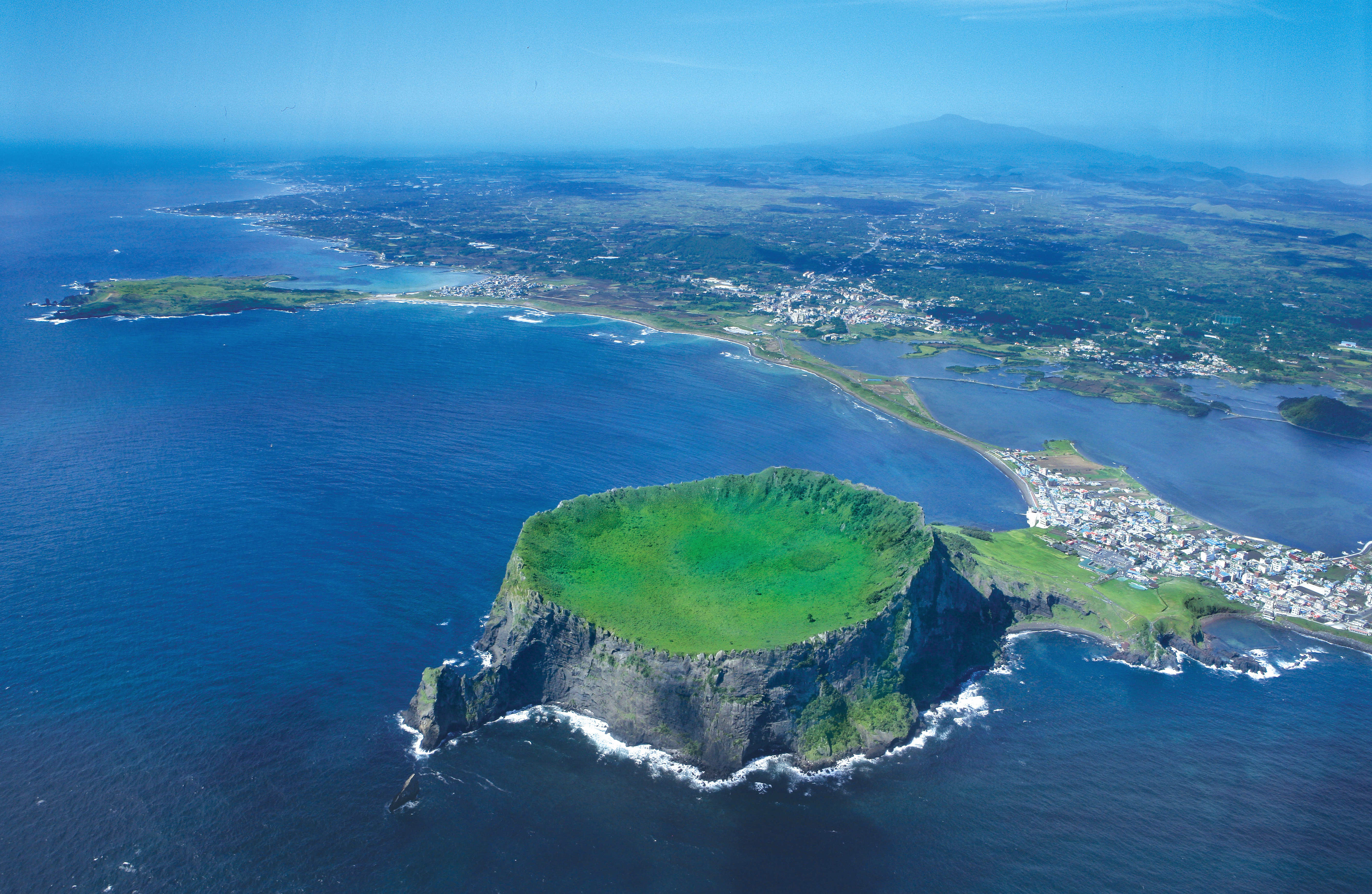
Сонсан-Ільчульбон
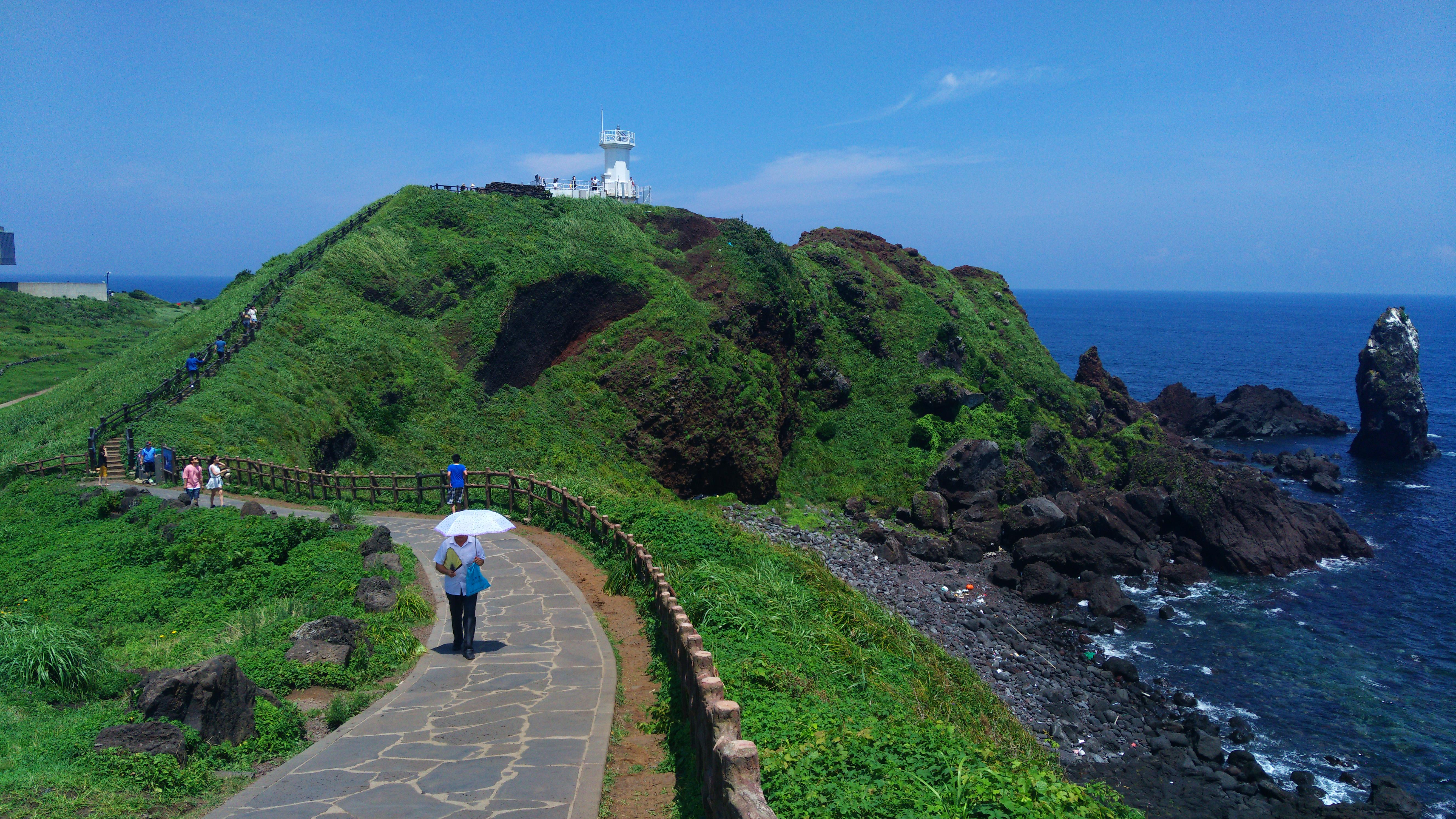
Сопчікоджі
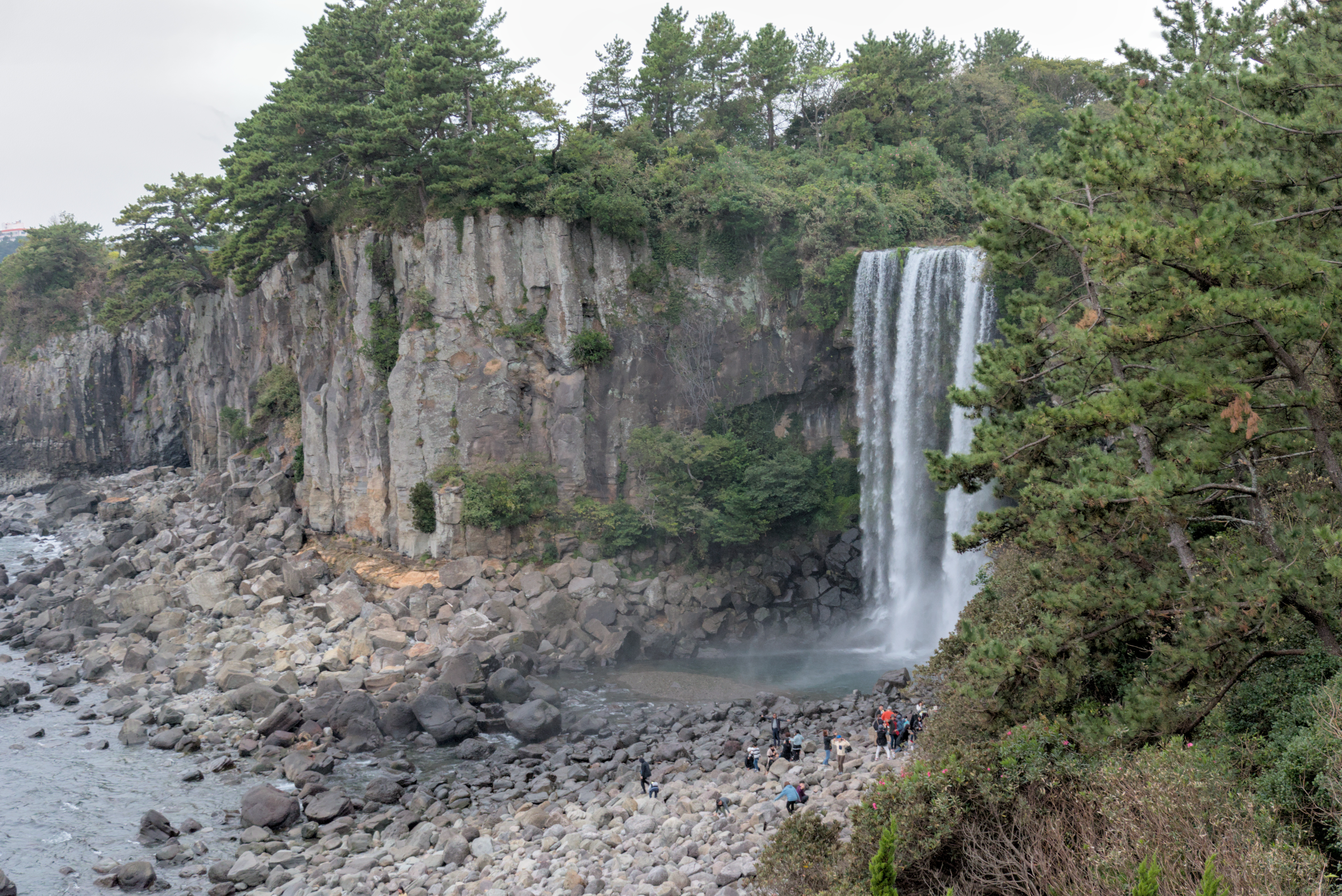
Водоспад Чонбан
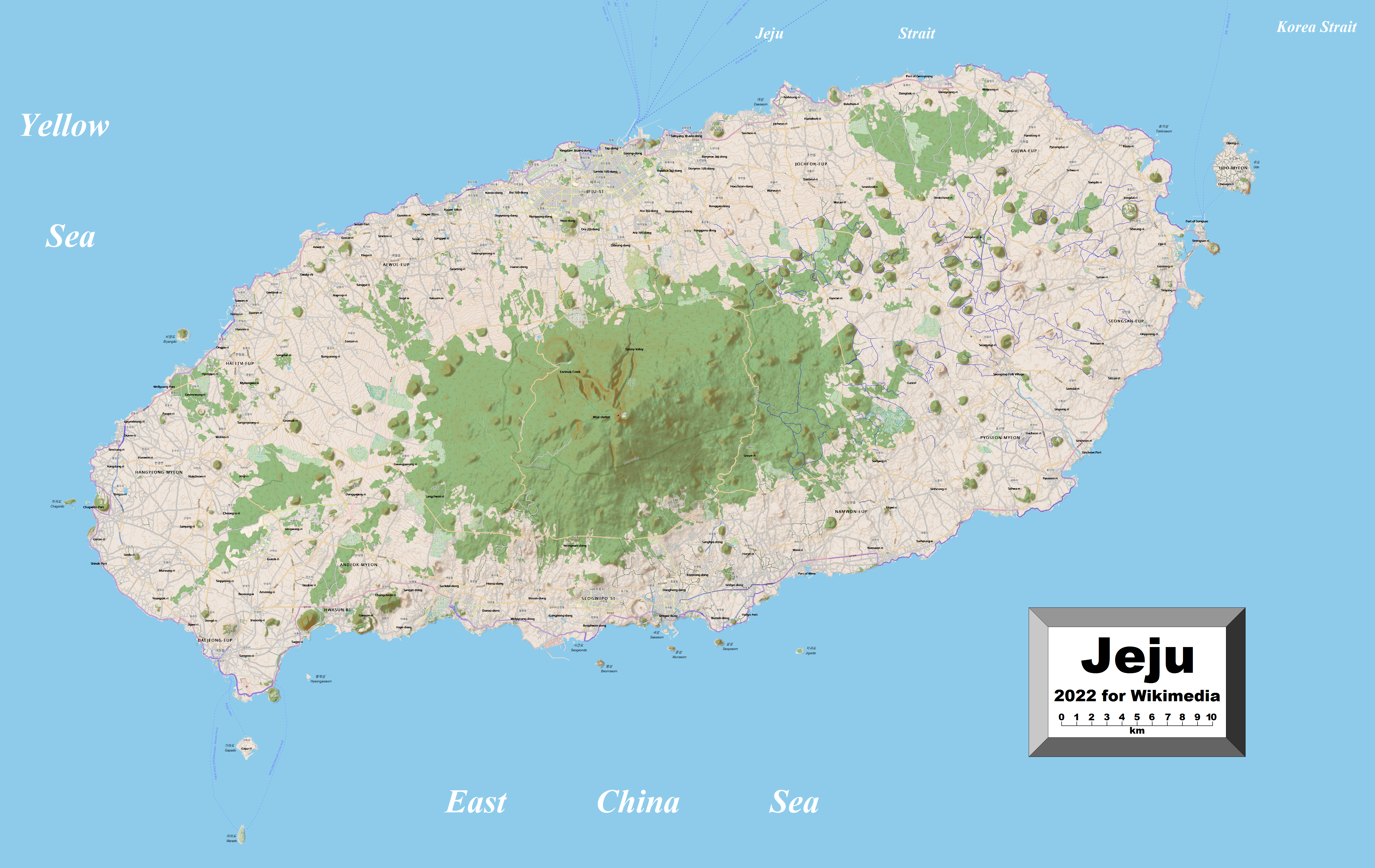
Детальна мапа острова Чеджу